# Isole di Evgenij Fëdorov
Le isole di Evgenij Fёdorov (in russo Острова Евгения Фёдорова, ostrova Evgenija Fёdorova) sono due isole russe del gruppo delle isole Vostočnye che fanno parte dell'arcipelago di Nordenskiöld e sono bagnate dal mare di Kara.
Amministrativamente appartengono al distretto di Tajmyr del Territorio di Krasnojarsk, nel Distretto Federale Siberiano.

## Geografia
Le due isole, che non hanno nomi individuali, si trovano nella parte centro-settentrionale del gruppo, e distano poco meno di 50 km dalla terraferma.
Si trovano tra l'isola Matros (ad ovest) e l'isola Nord (a sud-est); circa 5 km a nord-est dell'isola si trovano le isole di Kolomejcev, mentre a sud, separata dallo stretto Spokojnyj (пролив Спокойный), c'è l'isola di Bianki. Sempre nello stesso stretto, a sud dell'isola maggiore, quella occidentale, si trova la piccola isola Volna.
L'isola occidentale si estende da nord a sud per una lunghezza di circa 6,3 km e si allarga nella parte meridionale dove misura 2,4 km, ha un'altezza massima di 30 m. L'isola minore, a qualche centinaio di metri dalla precedente, a sud-est, è lunga 3 km e larga 1 km e si restringe nella parte meridionale; la sua altezza è di 18 m. Le isole sono rocciose e non sono presenti né ruscelli né laghi.

## Storia
Le isole sono state così chiamate in onore del geofisico Evgenij Konstantinovič Fёdorov (Евгений Константинович Федоров, 1910–1981) accademico, capo del Servizio Idrometeorologico dell'URSS, Eroe dell'Unione Sovietica, ricevette il Premio Stalin. 

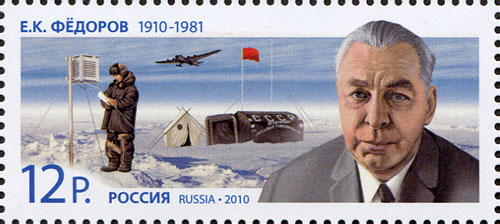
Francobollo russo dedicato a E.K. Fёdorov